# Michaël Guigou
Michaël Guigou, född 28 januari 1982 i Apt i departementet Vaucluse, är en fransk tidigare handbollsspelare (vänstersexa). Han spelade sina 20 första seniorsäsonger för Montpellier HB i LNH Division 1 och har spelat över 300 landskamper för Frankrikes landslag.